# فرودگاه باریراس
فرودگاه باریراس (به انگلیسی: Barreiras Airport) (به زبان بومی: Aeroporto de Barreiras) یک فرودگاه همگانی مسافربری با کد یاتا BRA است که یک باند فرود آسفالت دارد و طول باند آن ۱۶۱۵ متر است. این فرودگاه در کشور برزیل قرار دارد و در ارتفاع ۷۴۶ متری از سطح دریا واقع شده‌است.

## شرکت‌های هواپیمایی و مقصدهای پروازی
| شرکت‌های هواپیمایی     | مقصدهای پروازی                                    |
| --------------------- | ------------------------------------------------- |
| آزول برزیلین ایرلاینز | برازیلیا، دپوتادو لوئیس ادواردو مگاهاس            |
| پاساردو لینهاس آئرئاس | برازیلیا، لایت لوپژ، دپوتادو لوئیس ادواردو مگاهاس |